# Grassing
Grassing ist ein Ort im Traunviertel in Oberösterreich wie auch
Ortschaft der Gemeinde Eggendorf im Traunkreis im Bezirk Linz-Land, und Ortschaft (Graßing) und Katastralgemeinde der Gemeinde Weißkirchen an der Traun im Bezirk Wels-Land.

## Geographie
Der Ort befindet sich etwa 18 Kilometer südwestlich von Linz und 9 Kilometer östlich von Wels  im Traun-Enns-Riedelland, unweit der Traun auf der Höhe Marchtrenk. Direkt östlich am Riedel liegt der Allhaminger Forst.
Die kleine Rotte Grassing findet sich etwa halbwegs zwischen Weißkirchen und Eggendorf, von beiden Gemeindeorten etwa 1½ Kilometer entfernt. Sie liegt auf um die 360 m ü. A. Höhe am Stinnbach, der bei Sammersdorf etwa 10 km nordöstlich in den Weyerbach mündet und kurz danach bei Haid der Traun zufließt. Sie gehört als eigene Ortschaft zu Eggendorf und umfasst zusammen mit dem Gehöft Schöllhammer nur 6 Gebäude mit 6 Einwohnern. Die Adressen lauten Obergrassing.
Nördlich anschließend erstreckt sich die Weißkirchener Ortschaft Graßing bachabwärts auf 3½ Kilometer. Diese bildet mit knapp 50 Gebäuden und 99 Einwohnern den Großteil der Ortslage. Dazu gehören – das Tal entlang – der Weiler Oberndorf, das Dorf Haisching, die Rotte Obergraßing, und die Weiler Mittergraßing und Untergraßing. Oberhalb am Riedel befindet sich noch das Gehöft Rath, Dieses und der Rest der Streulagen wird als Grassing-Zerstreute Häuser zusammengefasst.
Der Ortschaft entspricht auch die Katastralgemeinde Grassing mit etwa 3765 Hektar, die sich nordwestlich bis an die Ortsgrenze von Weißkirchen ausdehnt.
Südöstlich, hinter dem Allhaminger Forst, passiert die West Autobahn (A1). Durch die Weißkirchner Ortschaft führt die L534 Marchtrenker Straße (B1 bei Marchtrenk – Weißkirchen – Neuhofen an der Krems) zur neuen Anschlussstelle Allhaming der A1. Im Süden, auf Eggendorfer Gemeindegebiet, führt die L1236 Brunner Straße von Weißkirchen nach Eggendorf-Hueb. Sonst sind die Orte nur durch eine Gemeindestraße und Güterwege erschlossen.
Nachbarorte, -ortschaften und -katastralgemeinden
| Weißkirchen (O u.KG, Gem. Weißkirchen a.d.T., Bez. Wels-Land)                           | Sinnersdorf (KG, Gem. Weißkirchen a.d.T.) Hetzendorf (O, Gem. Weißkirchen a.d.T., Bez. Wels-Land) Oberndorf (Gem. Weißkirchen a.d.T.) | Laimgräben (O u.KG, Gem. Allhaming, Bez. Linz-Land) |
|                                                                                         | Kompassrose, die auf Nachbargemeinden zeigt                                                                                           | Allhaming (O u.KG, Gem. Allhaming, Bez. Linz-Land)  |
| Weyer (Gem. Weißkirchen a.d.T.) Weyerbach (KG, Gem. Weißkirchen a.d.T., Bez. Wels-Land) | Brunnern (O, Gem. Eggendorf) Eggendorf (KG, Gem. Eggendorf, Bez. Linz-Land)                                                           | Hueb (O, Gem. Eggendorf, Bez. Linz-Land)            |

## Geschichte
Das früheste Schriftzeugnis des Namens erfolgte 1299 als „Mitter-, Nider-, Obergraezzingen“. Der Name bedeutet Siedlung im Nadelholzgebüsch (althochdeutsch grazzahi).
Die Steuergemeinde Grassing gehörte zur Pfarre Weißkirchen im Distrikt Dietach, nach Schaffung der Ortsgemeinden 1848/49 zur Ortsgemeinde Weißkirchen. Ab 1868 gehörte es zum neuen Bezirk Wels-Land. Per 1. Juli 1894 wurden die südlichsten Ortslagen die Ortsgemeinde Eggendorf zugeordnet.

## Nachweise
- 41004 – Eggendorf im Traunkreis. Gemeindedaten der Statistik Austria
- 41824 – Weißkirchen an der Traun. Gemeindedaten der Statistik Austria

1. ↑  Benedikt Pillwein (Hrsg.): Geschichte, Geographie und Statistik des Erzherzogthums Oesterreich ob der Enns und des Herzogthums Salzburg. Mit einem Register, welches zugleich das topographische und genealogische Lexikon ist und der Kreiskarte versehen. Geographisch-historisch-statistisches Detail nach Distrikts-Kommissariaten. 1. Auflage. Dritter Theil: Der Hausruckkreis. Joh. Christ. Quandt, Linz 1830, Distrikts-Kommissariat Dietach, Pfarre Weißkirchen, S. 228  (Google eBook). 2. Auflage 1843 (Google Book)